# Granyanella
Granyanella és un municipi de la comarca de la Segarra, amb capital a la Curullada.

## Demografia
| Entitat de població | Habitants (2023) |
| Fonolleres          | 53               |
| la Curullada        | 47               |
| Granyanella         | 36               |
| la Móra             | 6                |
| Tordera             | 5                |
| Font: Idescat       |                  |

| 1497 f | 1515 f | 1553 f | 1717 | 1787 | 1857 | 1877 | 1887 | 1900 | 1910 |
| ------ | ------ | ------ | ---- | ---- | ---- | ---- | ---- | ---- | ---- |
| 33     | 35     | 50     | 208  | 488  | 659  | 572  | 573  | 555  | 472  |

| 1920 | 1930 | 1940 | 1950 | 1960 | 1970 | 1981 | 1990 | 1992 | 1994 |
| ---- | ---- | ---- | ---- | ---- | ---- | ---- | ---- | ---- | ---- |
| 489  | 506  | 413  | 397  | 298  | 209  | 126  | 121  | 135  | 135  |

| 1996 | 1998 | 2000 | 2002 | 2004 | 2006 | 2008 | 2010 | 2012 | 2014 |
| ---- | ---- | ---- | ---- | ---- | ---- | ---- | ---- | ---- | ---- |
| 137  | 127  | 150  | 137  | 140  | 172  | 178  | 156  | 143  | 147  |

| 2016 | 2018 | 2020 | 2022 | 2024 | 2026 | 2028 | 2030 | 2032 | 2034 |
| ---- | ---- | ---- | ---- | ---- | ---- | ---- | ---- | ---- | ---- |
| 153  | 140  | 143  | 136  | 140  | -    | -    | -    | -    | -    |

Tordera o Tordera de Segarra és un poble habitat durant tot l'any per molt poques persones al terme municipal.

## Geografia
- Llista de topònims de Granyanella (Orografia: muntanyes, serres, collades, indrets..; hidrografia: rius, fonts...; edificis: cases, masies, esglésies, etc)

## Patrimoni i monuments d'interès
- Sant Jaume de la Móra
- Sant Pau de Tordera
- Sant Pere de la Curullada